# Перший сіоністський конгрес

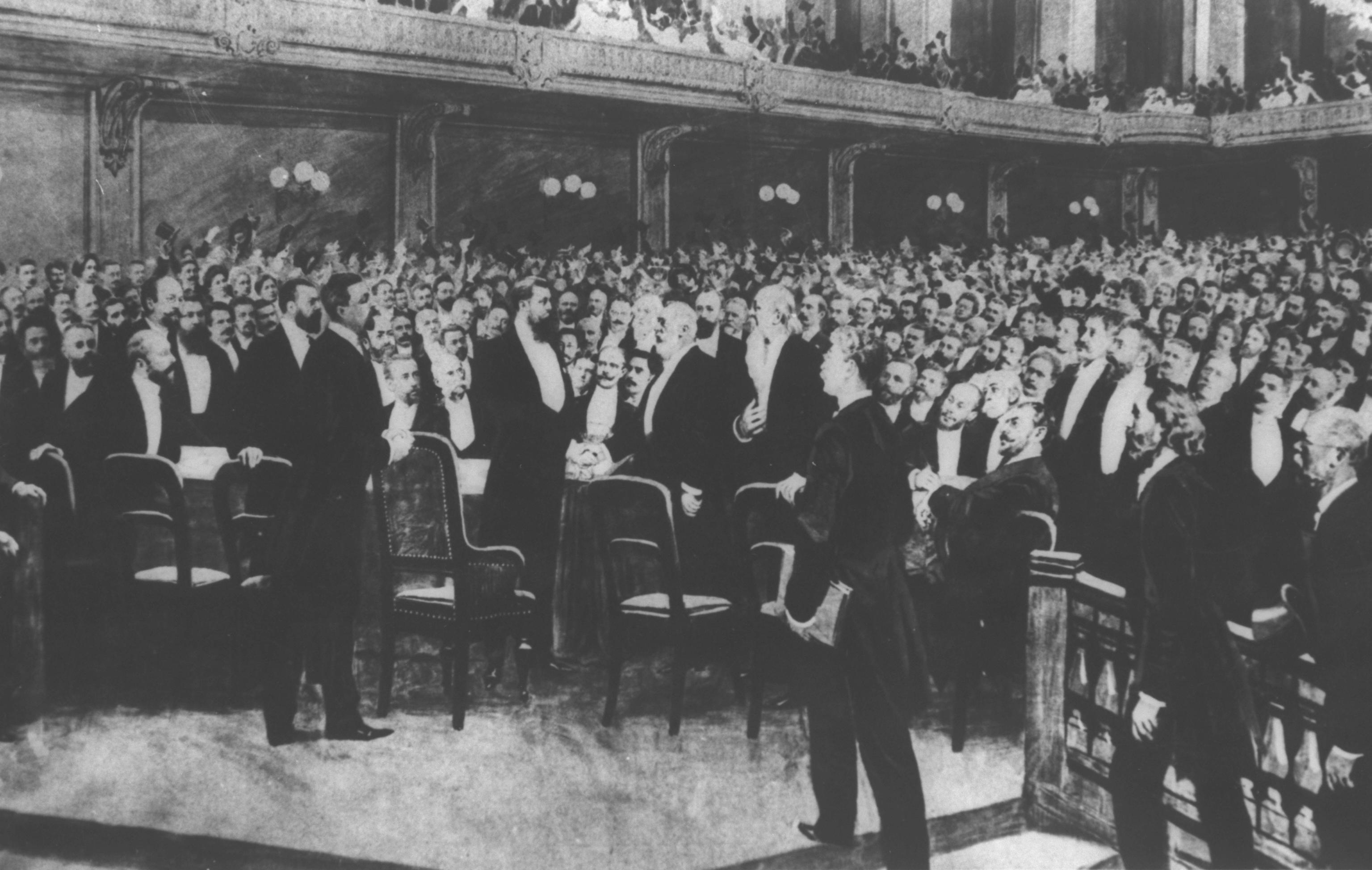
Делегати Першого сіоністського конгресу в Базелі, Швейцарія (1897).

Перший сіоністський конгрес (івр. הקונגרס הציוני הראשון) — сіоністський конгрес, що проходив у Базелі (Баслі) в Швейцарії з 29 по 31 серпня 1897 року і в значній мірі визначив майбутню долю єврейского народу. Конгрес, який  скликав і очолив засновник сучасного сіоністського руху Теодор Герцль, сформулював сіоністську платформу, відому як Базельська програма і заснував свій виконавчий орган — Сіоністську організацію (СО). Він також затвердив в якості свого гімну пісню Га-Тіква (яка на той момент вже була гімном Ховавей Ціонон, а з 2004 року стала національним гімном держави Ізраїль) і затвердив прапор, який з незначними редагуваннями згодом стане державним прапором Ізраїля.

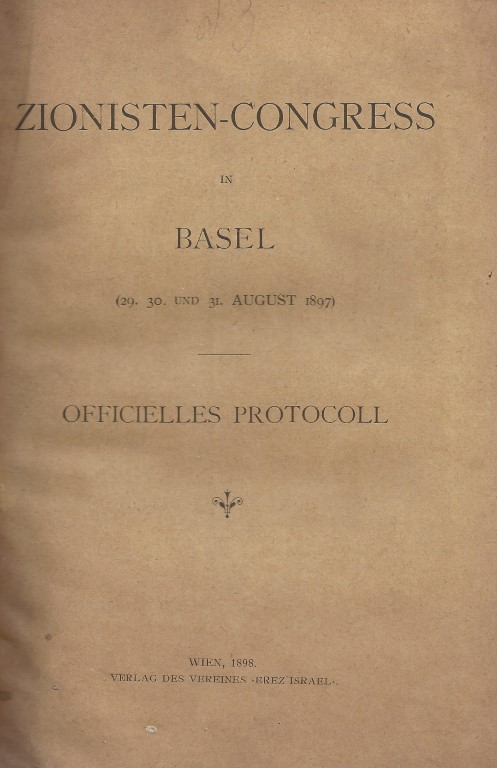
Сіоністський конгрес у Базелі (29-31 серпня 1897 р.) Офіційний протокол. Відень: Verlag des Vereines «Erez Israel», 1898.

Це був небачений для тих часів форум, на заході були присутні 208 делегатів з 17 країн і 26 кореспондентів. Конгрес широко висвітлювався міжнародною пресою і справивши значне враження на широку громадськість. Його успіх згодом надихнув створення антисемітської підробки «Протоколи сіонських мудреців».

## Історія
Перший сіоністський конгрес був скликаний Теодором Герцлем як символічний парламент для невеликої меншості євреїв, яка підтримувала реалізацію сіоністських цілей. Хоча байдужість або опозиція до сіонізму зі сторони єврейської більшості триватиме аж до викриття злочинів Голокосту під час Другої світової війни, деякі прихильники вказують на кілька напрямків цієї ранньої єврейської опозиції. «Поряд із динамічним розвитком сіоністського руху, який викликав хвилі ентузіазму в єврейській громадськості, почала з'являтися різка критика сіонізму, стверджуючи, що сіонізм не може сподіватися на вирішення єврейської проблеми і лише завдасть шкоди статусу єврейських робітників». Прикметно, що спочатку Герцель планував провести перший конгрес в Мюнхені, проте через протидію як ортодоксальної юдейської громади міста, так і «протестраббінерів» (прибічників антісіоністської декларації, підписаної в 1890 р. трьома лідерами реформістських общин Німеччини) його проведення довелось перенести у швейцарський Базель. Конгрес відбувся в концертному залі Міського казіно 29 серпня 1897 року. Протокол вівся німецькою мовою.
У ході конгресу надійшла пропозиція заснувати спеціальний фонд для купівлі землі в Ерец-Ісраель, що послужило поштовхом до створення Єврейського національного фонду (Керен Кайємет ле-Ісраель). Тоді ж було озвучено ідею створення першого вищого навчального закладу, яким згодом став Єврейський університет в Єрусалимі.

## Делегати

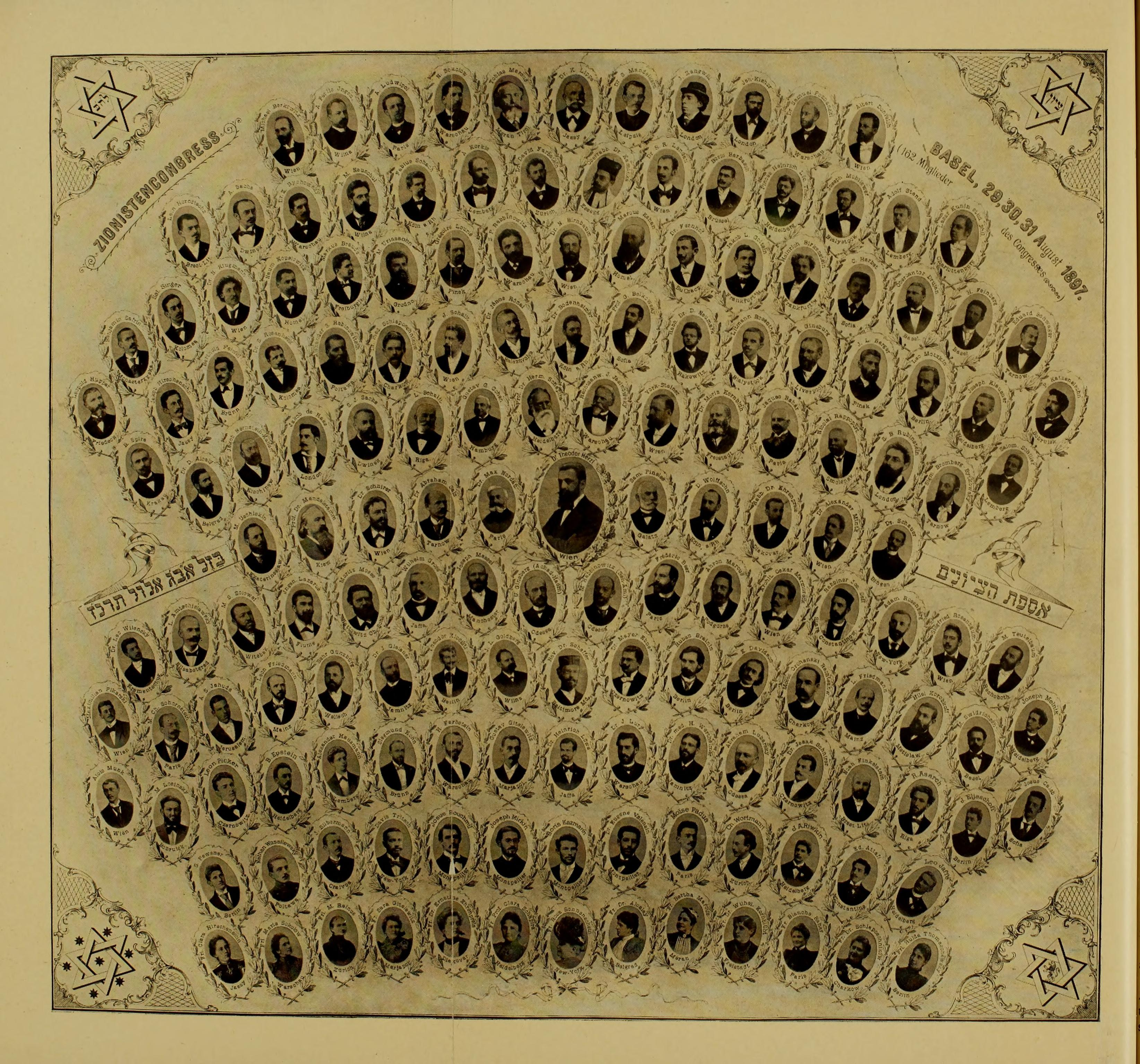
Делегати Першого сіоністського конгресу

На Конгесі були присутні більше 200 учасників з сімнадцяти країн, 69 з яких були делегатами від різних сіоністських товариств, а решта були запрошені організаторами в індивідуальному порядку. Зокрема, на Конгресі були присутні сімнадцять жінок, деякі з них особисто, інші через представників. Хоча жінки брали участь у Першому сіоністському конгресі, вони не мали права голосу і їм було надано повні права членства лише на Другому сіоністському конгресі наступного року.
Більше половини делегатів були зі Східної Європи, майже чверть — з Російської імперії.
Герцль був обраний президентом Конгресу, а Макс Нордау, Абрахам Зальц і Семюель Пінелес обрані першим, другим і третім віце-президентами відповідно.

## Порядок денний

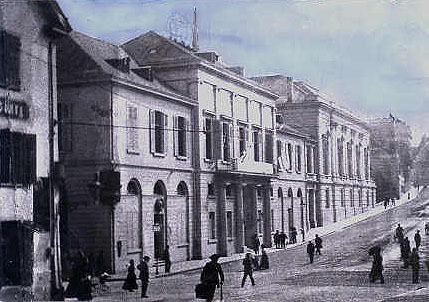
Міське казіно в Базелі, де відбувся Конгрес

Під час урочистого відкриття Конгреса, на яке представники прибули у строгих фраках, Теодор Герцль виступив з привітанням до делегатів і у своїй промові сформулював основні принципи сіонізму, а також визначив головне завдання Конгресу: «Закласти наріжний камінь будинку, який стане притулком для єврейського народу».
Після цього Конгрес перейшов до порядку денного. Основними пунктами порядку денного були презентація планів Герцля, створення сіоністської організації та проголошення цілей сіонізму — Базельської програми.
Згідно з 200-сторінковим офіційним протоколом триденна конференція включала такі заходи:

### День 1: неділя 29 серпня
1. Карпель Ліппе, делегат від Ясс, вступне слово
2. Теодор Герцль, виступ
3. Макс Нордау, паризький делегат, виступ
4. Абрахам Зальц, виступ
5. Якоб де Хаас, виступ
6. Жак Бахар, виступ
7. Семюель Пінелес, делегат Галати, виступ
8. Олександр Мінц, делегат з Відня, виступ
9. Маєр Ебнер, виступ
10. Доктор Рудольф Шауер, делегат з Бінгена на Рейні, виступ
11. Професор Грегор Бєлковський[de], делегат Софії, виступ
12. Янош Ронаї, делегат з Блажу, виступ
13. Адам Розенберг, делегат від Нью-Йорка, виступ
14. Натан Бірнбаум, віденський делегат, виступ
15. Девід Фарбштайн, делегат Цюріха, виступ

### День 2: понеділок, 30 серпня
1. Президент та модератор дискусії
2. Доктор Макс Боденхаймер, делегат Кельна, виступ
3. Групове обговорення
4. Джейкоб Бернштейн-Кохан, виступ
5. М. Мозес, промова

### День 3: вівторок, 31 серпня
1. д-р Камінка, виступ
2. Адам Розенберг, виступ
3. Мордехай Еренпрейс, виступ
4. Групове обговорення

## Створення Сіоністської організації

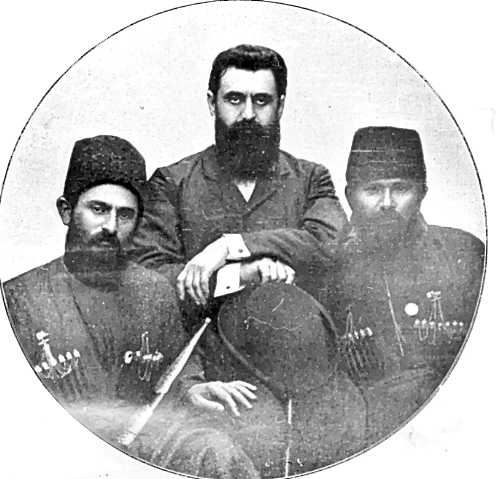
Делегати гірських євреїв з Герцлем на Першому сіоністському конгресі

Конгрес, розглядаючи себе в якості парламенту або законодавчого органу сіоністів, заснував також свій постійнодіючий виконавчий орган — «Сіоністську організацію». До складу організації, обраної Першим конгресом, увійшли:
- Відень (5): Теодор Герцль, Мозес Шнірер, Осер Кокеш, Йоганн Кременецький і Олександр Мінц (останній замість Натана Бірмбаума) [17]
- Австрія (крім Галичини та Буковини) (1): д-р Зігмунд Корнфельд
- Галичина (2): Абрахам Зальц, Абрахам Адольф Коркіс
- Буковина (1): Маєр Ебнер
- Російська імперія (4): рабин Самуель Могілевер, проф. Макс-Емануїл Мандельштамм, Якоб Бернштейн-Кохан, Ісидор Ясіновський
- Франція (2): Лазар Бернар, Жак Бахар
- Румунія (2): Карл Ліппе, Самуель Пінелес
- Болгарія та Сербія (1): проф. Грегор Бєлковський
- Німеччина (2): рабин Ісаак Рюльф, Макс Боденхаймер

Крім того, було домовлено, що по одному представнику буде призначено від Британії, Америки та Палестини. Це пропонувалося зробити пізніше на публічних зборах.
Якоб Бернштейн-Коган був обраний уповноваженим зі створення сіоністських організацій на теренах Російської імперії.

## Базельська програма

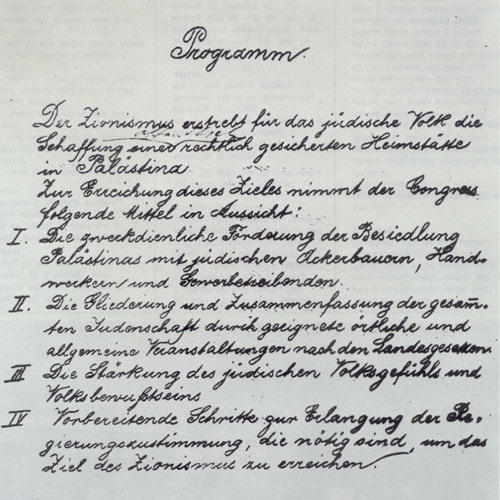
«Базельська програма»

На другий день обговорень (30 серпня) у версії, представленій Конгресу комітетом під головуванням Макса Нордау, було зазначено: «Сіонізм прагне створити забезпечений публічним правом дім для єврейського народу в Палестині». Це дало чітке вираження політичному сіоністському баченню Герцля, на відміну від орієнтованої на розвиток єврейських поселень менш чітко організованого Ховевей Сіону. Щоб задовольнити прохання численних делегатів, найвидатнішим з яких був Лео Моцкін, який домагався включення фрази «за міжнародним правом», зрештою було прийнято компромісну формулу, запропоновану Герцлем.
У програмі, затвердженій на Конгресі і яка стала відома як Базельська програма, були визначені цілі сіоністського руху:

Сіонізм прагне створити для єврейського народу публічно визнаний і юридично забезпечений дім у Палестині. Для досягнення цієї цілі рекомендує:
1. Сприяння поселенню у Палестині євреїв-землевласників, ремісників та робітників.
2. Організацію та об'єднання всього єврейства за допомогою місцевих та міжнародних установ відповідно до законів кожної країни.
3. Зміцнення та розвиток єврейського національного почуття і національної самосвідомості.
4. Попередні заходи для отримання дозволів урядів на здійснення цілей сіонізму.— Формулювання, затверджене на Першому конгресі сіоністів

За словами Ізраеля Зангвілла, саме Макс Нордау придумав фразу «публічно визнаний і юридично забезпечений дім», щоб уникнути «надто глибокого» несприйняття зі сторони османського султана.

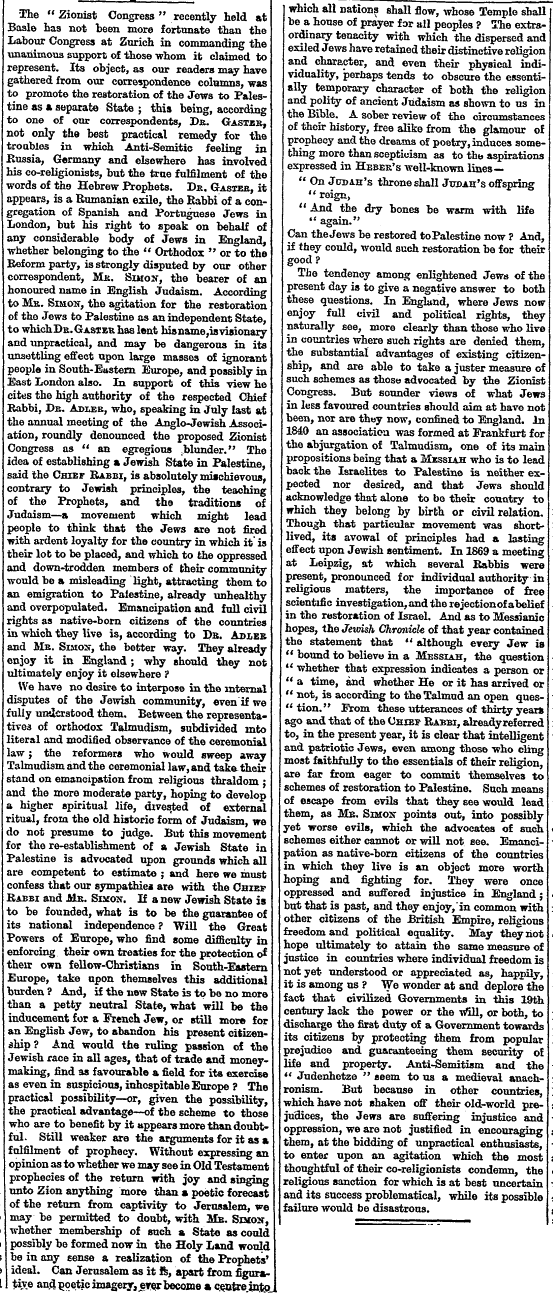
Редакторська стаття, яка підсумовує враження багатьох кореспондентів The Times про Конгрес, що вийшла 4 вересня 1897 року, через чотири дні після його закриття.

Перший сіоністський конгрес має такі досягнення:
- Формулювання сіоністської платформи (Базельська програма)
- Заснування Сіоністської організації
- Прийняття гімну Хатіква
- Затвердження прапора організації
- Поглинання більшості попередніх товариств Ховевей-Ціон
- Пропозиція про заснування Народного банку і
- Обрання Герцля президентом Сіоністської організації та Макса Нордау одним із трьох віце-президентів.

Теодор Герцль написав у своєму щоденнику (3 вересня 1897):
Якби я підбив підсумок Базельського конгресу одним словом, яке я б уникав виголошувати публічно, це було б так: у Базелі я заснував Єврейську державу. Якби я сказав це сьогодні вголос мене зустрів би загальний сміх. Можливо, років через п'ять, і вже точно років через п'ятдесят  це зрозуміють усі.— Теодор Герць (1897)
Наступні конгреси заснували різні установи для просування затвердженої на Конгресі Базельської програми, зокрема народний банк, відомий як Єврейський колоніальний трест, який був фінансовим інструментом політичного сіонізму. Його заснування було запропоновано на Першому сіоністському конгресі в 1897 році, а перші фактичні кроки по його створенню були зроблені у травні 1898 року на Другому сіоністському конгресі у Кельні в Німеччині. На П'ятому сіоністському конгресі було засновано Єврейський національний фонд для купівлі землі в землі Палестині, а пізніше була заснована Сіоністська комісія з дочірніми товариствами для вивчення та покращення соціального та економічного становища євреїв у Ерец-Ісраель.
Сіоністська комісія була неформальною групою, заснованою Хаїмом Вейцманом. Він здійснив початкові обстеження Палестини та допоміг репатріації євреїв, яких османські турки відправили у вигнання під час Першої світової війни. Він розширив палестинський офіс СО, який був заснований у 1907 році, і створив відділи сільського господарства, поселень, освіти, землі, фінанси, імміграція та статистика. У 1921 році комісія стала Палестинським сіоністським виконавчим органом, який діяв як Єврейське агентство (Сохнут), щоб консультувати британську мандатну владу щодо розвитку країни в питаннях, що становлять інтерес для євреїв.
В подальшому Сіоністський конгрес збирався щороку між 1897 і 1901 роками, потім, за винятком воєнних років, кожні два роки (1903—1913, 1921—1939). У 1942 році відбулася «Надзвичайна сіоністська конференція», яка оголосила про фундаментальний відхід від традиційної сіоністської політики з вимогою «щоб Палестина була створена як Єврейська Співдружність». Це стало офіційною позицією сіоністів щодо кінцевої мети руху. З часів Другої світової війни зустрічі проводилися приблизно кожні чотири роки, а з часу створення Держави Ізраїль Конгрес проводиться в Єрусалимі.

## Галерея

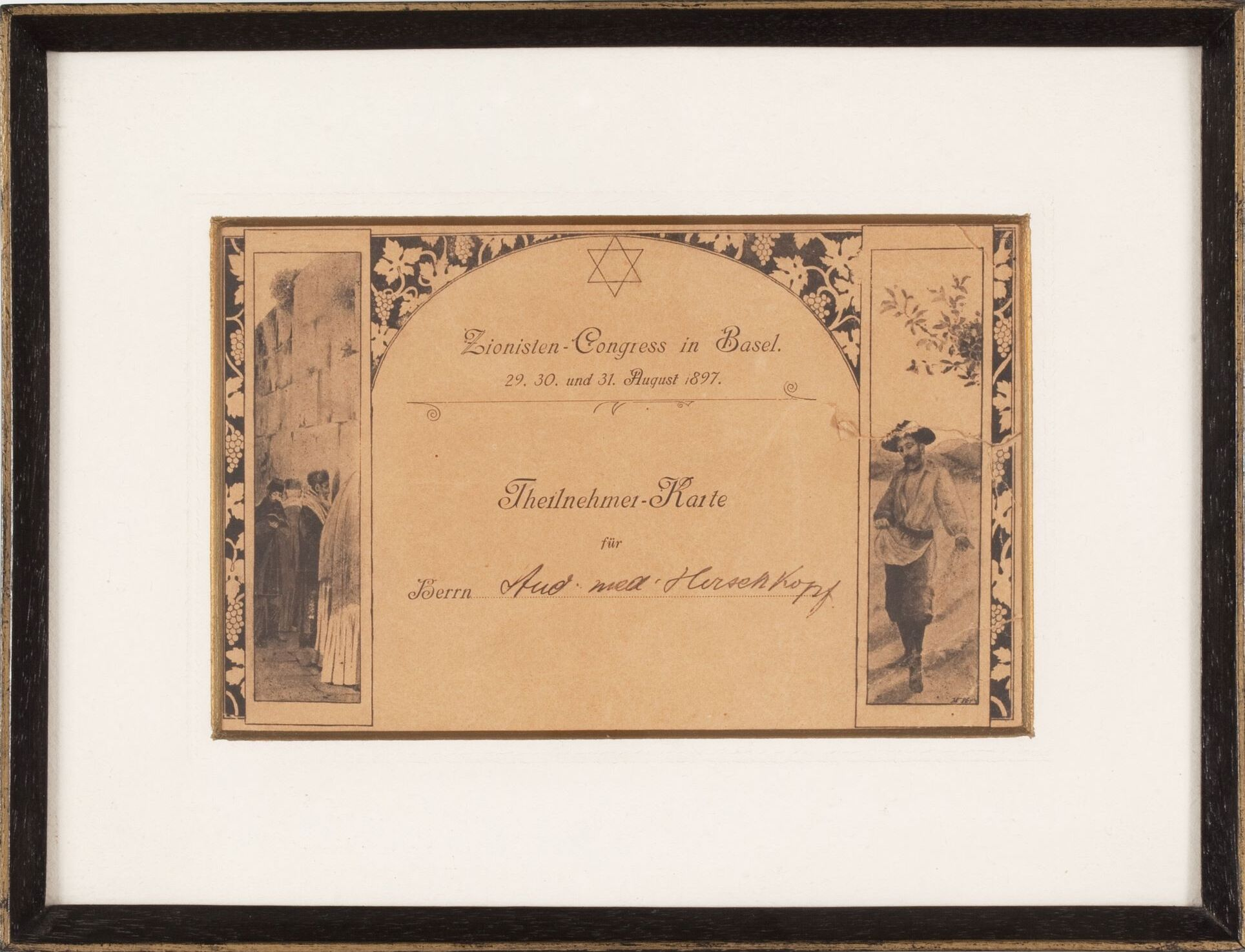
Картка учасника першого Конгресу.
Прапор, затверджений на Першому сіоністському конгресі
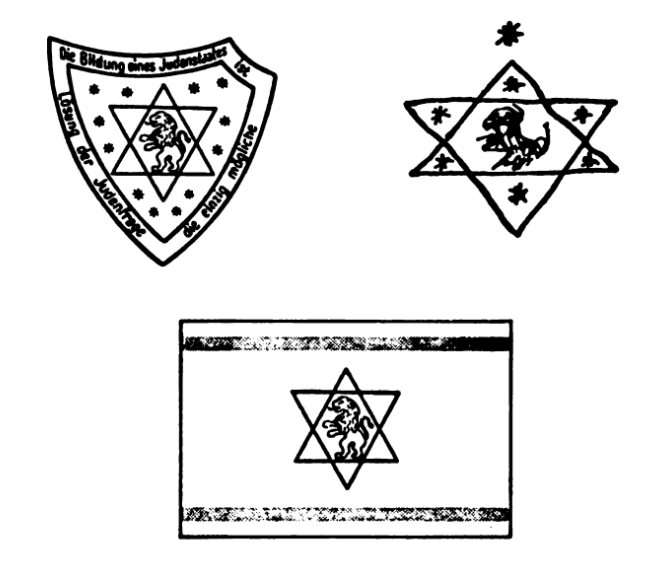
Проекти сіоністського прапора Макса Боденгаймера (верхній ліворуч) і Герцля (верхній праворуч) 1897 року порівняно з остаточною версією, затвердженою на конгресі